# Rhogeessa genowaysi
Rhogeessa genowaysi es una especie de murciélago de la familia Vespertilionidae.

## Distribución geográfica
Se encuentra sólo en dos localidades de la costa del Pacífico en el sur de Chiapas (México).

## Estado de conservación
Se encuentra amenazada de extinción por la pérdida de su hábitat natural.